# كمنسيل قطبي جنوبي
كمنسيل قطبي جنوبي (الاسم العلمي:Cumminsiella antarctica) هو نوع من الفطريات يتبع جنس الكمنسيل من الفصيلة الشقرانية.